# Backtjärnen (Sidensjö socken, Ångermanland, 702117-160446)
Backtjärnen är en sjö i Örnsköldsviks kommun i Ångermanland och ingår i Ångermanälvens huvudavrinningsområde.